# Planetar
Planetar é um termo usado em astronomia para se refereir a duas coisas:[carece de fontes?]
- Anãs marrons/castanhas - objetos cujo tamanho é intermediário entre o dos planetas e o das estrelas.
- Planetas interestelares - planetars menores que as anãs marrons constituídos de massa fria e não orbitam alguma estrela, esses objetos vagam livremente através do espaço.

Ambas as definições foram propostas, mas nenhuma ganhou uso comum nas comunidades astronômicas e de ciência planetária. O termo é um portmanteau: a junção das palavras inglesas "planet"+"star".

## Planetars - anãs marrons
Planetars são objetos com características de planetas que possuem mais massa do que seria preciso para classificá-los como anãs marrons. Esses objetos costumam ser denominados anãs marrons ou anãs castanhas. Todavia, um planetar se forma da mesma forma que os planetas, através da acreção ou colapso do núcleo de um disco de acreção, e não através do colapso de uma nuvem de gás. A distinção entre um planetar e uma anã marrom não é bem definida, e os astrônomos se dividem entre aqueles que os consideram distintos por seu processo de formação, e aqueles que os consideram anãs marrons. Um planeta desse tipo também poderia ser chamado planeta hipergigante.

### Planetars - anãs vermelhas
Hipotéticamente, um planeta supergigante pode se originar de uma formação planetária grande o bastante para se tornar uma anã vermelha. Talvez estrelas ainda maiores se formem a artir de discos de gás das protoestrelas de população III.

## Planetars - planetas livres
Os planetas interestelares são também conhecidos como planetars, e são assim denominados porque parte da comunidade científica define os planetas como corpos celestes que orbitam uma estrela. Qualquer objeto de massa planetária que não orbita uma estrela, não poderia, segundo essa definição, ser considerado um planeta. Como esses objetos vagam sozinhos, como uma estrela, eles são chamados planeta-estrelas, ou abreviadamente, planetar. Em 2003, A Comissão para Planetas Extrassolares da União Astronômica Internacional recomendou que estes objetos fossem denominados subanãs marrons. O problema da namenclatura desses vários objetos de massa planetária reside na dificuldade de uma língua moderna como o inglês ou o português em formar novas palavras para descrever objetos básicos da natureza. Físicos atômicos modernos tem demonstrado uma desenvoltura linguística maior na cunhagem de neologismos úteis e inequívocos como "quark" e "boson" para dar nome aos objetos básicos da natureza recém encontrados, em comparação à pouca capacidade dos astrônomos e astrofísicos em encontrar termos convenientes para, por exemplo, Júpiters de flutuação livre, ou, objetos subestelares pequenos-demais-para-gerar-auto-ignição. Não era o caso, há pouco tempo, quando os astrônomos criaram termos úteis como "quasar" e "pulsar."
Alguns desses planemos abrigam discos de detritos menores que os discos protoplanetários. Um disco foi descoberto circundando o planemo 2M1207b.